# Borderlands: The Pre-Sequel
Borderlands: The Pre-Sequel — відеогра жанру науково-фантастичного шутера від першої особи з елементами RPG, розроблена командою 2K Australia під наглядом студії Gearbox для платформ Microsoft Windows, PlayStation 3, Xbox 360.
Перші подробиці про гру почали з'являтися в мережі 7 квітня 2014 року, а офіційний анонс відбувся 9 квітня 2014 року. Вихід гри на ПК, PS3 й Xbox 360 відбувся 17 жовтня 2014.

## Опис
Дія гри відбувається між подіями Borderlands і Borderlands 2. Рушій у Borderlands: The Pre-Sequel залишився таким як і в Borderlands 2 — дещо перероблений Unreal Engine 3.
Сюжет Borderlands: The Pre-Sequel розгортається на місяці Пандори — Елпісі (Elpis) і розповідає історію становлення корпорації Гіперіон і її голови — Красунчика Джека, який тоді був ще простим програмістом на ім'я Джон, котрий мріяв розшукати якийсь цінний артефакт.
У ролі головних героїв виступають 4 нових персонажі, відомих за попередніми частинами Borderlands. Серед них наявні:
- Афіна (Гладіатор) — відома за доповненням The Secret Armory of General Knoxx до Borderlands. Активна навичка називається Кінетичний Щит Аспіс. Вона спеціалізується на ближньому бою і використанні особливого кінетичного щита, здатного поглинати кулі і відправляти їх назад у ворогів;
- Вільгельм (Завойовник) — один з сюжетних босів в Borderlands 2, але представлений ще в свої молоді роки. Активна навичка називається Вовк і Святий. Він проявляє себе у володінні важкою вогнепальною зброєю, котра знаходиться в нього за спиною і використанні безпілотних дронів-помічників, які захищатимуть його (Святий) і допомагатимуть вбивати супротивників (Вовк);
- Ніша (Шериф) — дівчина Красунчика Джека, яка зустрічається в Borderlands 2 в ролі Шерифа містечка Лінчвуд. Активна навичка називається Шоупад. Ця навичка дозволяє автоматично наводитися на супротивників;
- Клептреп-Халеп — новий вид бойового Гіперіонського робота з лінійки Клептрепів. Активна навичка називається VaultHunter.exe. При його використанні у Халепа випадково з'являється одна з декількох здібностей на короткий час, в число яких навіть входять активні навички Шукачів Хранилища.

Окрім цих чотирьох персонажів доступні ще двоє. Їх можна придбати у вигляді окремих доповнень або з Сезонним абонементом (англ. Season Pass).
- Двійник Джека — персонаж, доступний з доповнення Handsome Jack's Doppelganger Pack. Навичка персонажа ЦифроДжек дозволяє цифрувати на поле бою двох клонів-помічників Джека. Доповнення вийшло 11 листопада. Ціна — $6.
- Аурелія Баронеса — персонаж, доступний з доповнення Lady Hammerlock Pack.

Крім нових персонажів в грі реалізовані безліч абсолютно нових механік і особливостей. Оскільки дія гри відбувається на супутнику Пандори, що має достатньо слабку гравітацію для підтримання достатнього для дихання рівня кисню, задача поповнення кисню стане новою проблемою гравців. При переміщенні між локаціями де немає кисню, його можна буде поповнювати кількома способами. На локаціях розташовуються маленькі свердловини що виділяють кисень (Air geysers) і міні-станції з власними Антигравітаційними полями і генераторами кисню (Oxygen generator), а також вони відкривають найближчу карту місцевості на радарі.
Вбиті противники тепер залишають після себе ємності з киснем. Рівень кисню безпосередньо пов'язаний з персональним реактивним ранцем (Oz kit) у кожного з персонажів, що дозволяє в умовах зниженої гравітації використовувати його як альтернативний спосіб пересування і ведення бою, а також з'явилися різноманітні модифікатори для них (Oz mods). Наприклад, можна здійснювати затяжні стрибки, витрачаючи при цьому запас кисню, що дозволяє швидше пересуватися по локаціях, або ж високо підстрибнути вгору, а потім різко опуститися вниз на ворога, оглушуючи його і завдаючи йому ушкодження.
Серед головних змін ігрового процесу, стали поява нового типу зброї та виду стихійного ушкодження. У грі з'явився повноцінний клас лазерної зброї (Laser weapons), а не його залишки у вигляді E-Tech модифікацій зброї у Borderlands 2. Така зброя матиме нового виробника зброї — SCAV, а також виробляється і іншими компаніями, такими як Маліван і Даль. В свою чергу, клас лазерної поділений на променевий (Beam laser) та імпульсний (Bolt laser), які випускаються різними виробниками. Новим видом стихійного пошкодження став Мороз (Cryo), здатний не тільки сповільнити, але і навіть повністю заморозити противника.
Розробники запевняють, що гравці зможуть відвідати «Місячну базу» корпорації Гіперіон, яка висить над головою у гравців протягом всієї Borderlands 2. Ігровий світ Borderlands: The Pre-Sequel менший другої частини, але більше першої.
У грі з'явилися два нових види техніки — одномісний квадроцикл Stingray і двомісна багі Moon Buggy.
З'явилася і нова валюта, невеликі сині кристали — Moonstone Clusier. Вона використовується для покращення спорядження і покупок на Чорному ринку (англ. Black Market).

## Доповнення
- Shock Drop Slaughter Pit (14 жовтня 2014)
- Handsome Jack Doppelganger Pack (11 листопада 2014)
- Ultimate Vault Hunter Upgrade Pack: The Holodome Onslaught (14 грудня 2014)
- Lady Hammerlock Pack (27 січня 2015)
- Ultimate Vault Hunter Upgrade Pack 2: Claptastic Voyage (24 березня 2015)